# William Craven (1er comte de Craven)
Pour les articles homonymes, voir William Craven.
William Craven (baptisé en juin 1608 – 9 avril 1697), 1er comte Craven, est un militaire et puissant homme d'affaires anglais, ami proche de la famille royale au XVIIe siècle.

## Biographie
William Craven est le fils aîné de Sir William Craven (v.1545-1618), lord-maire de Londres en 1610, et d'Elizabeth († 1624), fille d'un autre élu de Londres, William Whitmore.
En 1632, à l'âge de 24 ans, il fut l'un des leaders de la force militaire envoyée par Londres pour soutenir le roi Gustave II Adolphe de Suède dans l'espoir de remettre sur le trône sa femme Élisabeth de Bohême, la sœur du roi Charles Ier d'Angleterre et l'épouse de Frédéric V du Palatinat.
Il tomba amoureux d'elle, et se mit entièrement à son service. Pour l'avoir soutenu financièrement à distance il est dépossédé de tous ses biens dans le Berkshire, qu'il récupère en 1660 lors de la restauration britannique, le roi le désignant en plus parmi les huit Lord propriétaires de Caroline.
Doté d'une fortune immense, il fut aussi parmi les premiers investisseurs de la Compagnie de la Baie d'Hudson et a aussi investi dans la Royal Fisheries Company, au côté de son ami fidèle prince Rupert, frère du roi.